# Hypolimnas marginalis
Hypolimnas marginalis är en fjärilsart som beskrevs av Butler 1875. Hypolimnas marginalis ingår i släktet Hypolimnas och familjen praktfjärilar. Inga underarter finns listade i Catalogue of Life.